# Семей (аеропорт)
Аеропо́рт «Семей» (IATA: PLX, ICAO: UASS) — міжнародний аеропорт міста Семей в Казахстані.
Аеродром Семей (офіційна назва «Жанасемей») 1 класу, здатний приймати літаки Ан-124, Іл-62 (130 т), Іл-76 (140 т), Ту-154 і все більш легкі, а також вертольоти всіх типів.

## Авіалінії та напрямки
| Авіакомпанія | Пункт призначення                            |
| ------------ | -------------------------------------------- |
| S7 Airlines  | Сезонний: Москва-Домодєдово                  |
| SCAT         | Алмати, Нур-Султан, Усть-Каменогорськ, Уржар |